# セイボス
セイボス（西: Ceibos）は、かつてアルゼンチンのコルドバに存在したラグビーユニオンチーム。スーペルリーガ・アメリカーナ・デ・ラグビー（SLAR）に所属していた。

## 概要
南米最高峰のラグビーユニオンリーグであるSLARに参戦するアルゼンチンチームとして創設。
2021シーズン以降のSLARへの参加をハグアレスXVに引き継ぐ形で解散した。

## 歴史
2019年11月、翌年3月に開幕するSLARに参戦するアルゼンチンのチームとして創設された。
リーグ初戦となった2020年3月6日の第1節でパラグアイのオリンピア・ライオンスに48-8で勝利、続く3月14日の第2節でもチリのセルクナムに32-16で勝利するなど幸先の良いスタートを切ったが、COVID-19パンデミックの影響により、第2節の途中まで日程消化したところでシーズン打ち切りとなった。
2021シーズン以降、アルゼンチンからはハグアレスXVのSLAR参戦が決定したことを受け、セイボスは解散した。

## 歴代所属選手
- ルーカス・メンサ